# Rhodobates fascespinatus
Rhodobates fascespinatus är en fjärilsart som beskrevs av Li och Xiao 2006. Rhodobates fascespinatus ingår i släktet Rhodobates och familjen äkta malar. Inga underarter finns listade.